# Deuda sagrada
Deuda sagrada es una película muda de Argentina filmada en blanco y negro dirigida por Julio Brunner Núñez sobre su propio guion inspirado en la novela alemana La fortuna de los Harlewigh de J. Edhop que tuvo como actores principales a Rosa Ferreyra, Mario de Tezanos Pinto, María Ignacia Rius y Alicia de la Peña. El filme se estrenó el 22 de septiembre de 1915 en el cine Rivera Indarte de Córdoba y también se exhibió en Buenos Aires y Montevideo.

## Antecedentes
En octubre de 1913 se había estrenado en Buenos Aires la película Nelly, o La primita pobre, una comedia a beneficio del Consejo Dotal de Obreras que conducía María Unzué de Alvear en cuyo reparto figuraron varios integrantes de la clase adinerada argentina que permaneció solamente tres días en cartel. Al año siguiente se estrenó en el Teatro Colón, Amalia, un filme producido por iniciativa de  las damas –también de la clase adinerada- Angiolina Astengo de Mitre y Raquel Aldao, para recaudar fondos para sus obras de caridad cuyos intérpretes pertenecían a sus mismos círculos sociales.  

## Producción
En 1915, además de una importante actividad teatral, ya había en la ciudad de Córdoba salas donde se exhibían filmes. Julio Brunner Núñez un periodista de La Voz del Interior que también era comediógrafo, tuvo la iniciativa de filmar una película en esa ciudad. Ya anteriormente había habido proyectos de esa índole pero lo único que se había concretado era algunas vistas de las sierras filmadas posiblemente por Eugenio Py. La exhibición de Amalia inspiró a las dirigentes de la sociedad Entre Nous, presidida por Rafaela Beltrán Posse Juárez Revol e integrada por damas de la clase adinerada cordobesa a propiciar la realización de una película con fines de beneficencia que fuera filmada en Córdoba con la dirección de Brunner Núñez. Sus primeras gestiones con la empresa de Max Glucksmann no obtuvieron resultado pero sí las que hicieron con la Sociedad General Cinematográfica de Julián Ajuria, que mandó a su camarógrafo Emilio Peruzzi.  
Los futuros intérpretes fueron seleccionados por el director entre los integrantes de Entre Nous y sus amistades y comenzaron a ensayar sobre el guion que había preparado Brunner inspirado en la novela alemana La fortuna de los Harlewigh de J. Edhop. La llegada de Peruzzi con su equipo filmador a comienzos de agosto permitió que el director y el camarógrafo eligieran los mejores lugares para hacer las tomas que eran a pleno sol. 
Todo el proceso –proyecto, preparativos, ensayos, filmación- era objeto de notas periodísticos que al empezar la filmación llegaron a tener frecuencia diaria. Se filmaron más de dos mil metros de película en lugares como la Escuela de Agricultura, la residencia de Ramón J. Cárcano y actual Museo Municipal de Bellas Artes doctor Genaro Pérez, donde se filmó un baile, la estación del Ferrocarril Central Argentino, las residencias de las familias Juárez Revol, Ordóñez, Navarro Ocampo y otros lugares. El 21 de agosto partía Peruzzi llevando lo filmado rumbo a Buenos Aires, donde se hizo el trabajo de laboratorio, el montaje y la confección de las leyendas que acompañaban las escenas mientras en Córdoba no cesaban las notas periodísticas relativas al filme.

## Sinopsis
La condesa se refugia en el cariño de su hermano cuando se encuentra ciega, enferma y abandonada por la familia de su esposo. Su hermano, sin embargo, no es el honrado profesional que aparenta ya que se encuentra en las garras de un usurero que pretende que la deuda de dinero sea saldada con un forzado amor. No faltan leyendas fantasmales, fugas que  causan vértigo y el cruce del lago a nado por dos enamorados.

## Reparto
Participaron del filme los siguientes intérpretes:
- Rosa Ferreyra…Linda
- Mario de Tezanos Pinto…Egon, conde de Bradford
- María Emilia Harthlled Beltrán…Estefanía, condesa de Bradford
- María Ignacia Rius…Eugenia
- Ricardo Achával…Huger
- Estela Casas…Elisa
- José Manuel Álvarez…Adolfo
- Raúl B. Martínez…Barón
- Alicia de la Peña 	…Adela
- María Teresa Ferreyra…Carmen, cow-boy girl
- Lía César Leston…servidora
- Manuelita Vélez…servidora
- Modesto Moreno (hijo)…servidor
- Rodolfo de Ferrari Rueda…guarda de tren
- Ricardo Ferreyra…agente de policía
- Francisco R. Rius…chofer
- Ricardo Revol…conductor
- Moisés Escalante (hijo)…León

Además de varios niños no identificados

## Repercusiones
La concurrencia al estreno aplaudió con entusiasmo la película y al día siguiente la prensa elogió copiosamente las actuaciones y algún cronista señaló que el filme “aprovechaba los paisajes locales, demostrando así a las ciudades extrañas, que los jardines, calles y casa cordobesas, están a la altura de los progresos de las grandes capitale, sin desmerecer en nada sus semejantes.” Tras su presentación el 28 de septiembre de 1915 en el Teatro Alberdi de San Miguel de Tucumán, en una gran velada con asistencia de integrantes de la clase adinerada local, el diario La Gaceta opinó que era una obra “de escenas interesantes, en que contribuyen al mayor éxito la magnificencia del vestuario de los intérpretes, los golpes efectistas, la nitidez de las figuras y la belleza de los paisajes, y, más que todo, la corrección con que han sido interpretados los papeles, y los prestigios de que socialmente goza los improvisados intérpretes”.
El filme volvió a exhibirse muchos años después, pero antes de 1930, al poco tiempo de inaugurarse el cine-teatro General Paz en la ciudad de Córdoba. La película se encuentra actualmente desaparecida.